# Tachyporus corpulentus
Tachyporus corpulentus är en skalbaggsart som beskrevs av J.Sahlberg 1876. Tachyporus corpulentus ingår i släktet Tachyporus, och familjen kortvingar. Arten är reproducerande i Sverige.